# Джулс Мулен
Джулс Мулен (на английски: Jules Moulin) е псевдоним на Джули Хогбен, американска сценаристка, продуцентка и писателка на произведения в жанра чиклит и любовен роман.

## Биография и творчество
Джулс Мулен, с рожд. име Джули Маргарет Хогбен, е родена на 26 август 1977 г. в САЩ. Получава магистърска степен по журналистика от Колумбийския университет. След дипломирането си работи в Холивуд като сценаристка, вкл. по успешните сериали „Партия на петимата“ (Party of Five) и „Западното крило“ (The West Wing). След раждането на първото си дете напуска временно Холивуд и пише първия си роман вдъхновена от лична случка в живота си.
Първият ѝ роман, романтичната комедия „Али Хюз прави секс понякога“, е издаден през 2015 г. Али Хюз е самотна майка и университетска преподавателка, която има временна афера със студента Джейк. Десет години след раздялата им той се появява отново в живота ѝ, но като приятел на вече порасналата ѝ дъщеря, а това води до неочаквани решения. Романът става бестселър в списъка на „Ню Йорк Таймс“ и я прави известна.
Джулс Мулен живее със семейството си в Ню Йорк и Пасадена, Калифорния.

## Произведения

### Самостоятелни романи
- Ally Hughes Has Sex Sometimes (2015)[1][2]
Али Хюз прави секс понякога, изд.: ИК „Бард“, София (2016), прев. Лили Христова

### Сценарии
като Джули Маргарет Хогбен и Джули Дал
- 1997 – 2000 Party of Five – тв сериал, 33 епизода
- 2001 Западното крило, The West Wing – тв сериал, 2 епизода
- 2003 Градски момичета, Uptown Girls
- 2008 Флирт с четиридесетгодишна, Flirting with Forty – тв филм
- 2019 Modern Love – тв сериал, 1 епизод[6]